# Bombaška afera (1907. – 1908.)
Bombaška afera je naziv za urotu, te uhićenja i sudski proces protiv optuženih urotnika, uhićenih i onih u bijegu, a koji su, nadahnuti velikosrpskim idejama, pokušali realizirati terorističku urotu u listopadu 1907. godine u Kneževini Crnoj Gori.

## Plan
Urotnička skupina crnogorskih studenata u Beogradu, koju je kao svoju filijalu organizirala Crna ruka, pokušala je 1907. ubiti crnogorskoga monarha Nikolu I. Petrovića, te njegove najbliže suradnike i izvesti napade na crnogorske državne ustanove.
Nastupali su studenti-urotnici u srpskom tisku pod parolama “demokracije” i “poštivanja ustavnosti”. No, u biti, radilo se o pokušaju realiziranja velikosrpskih ciljeva. Crna ruka i mreža njezinih ogranaka je, prema objavljenim povijesnim izvorima, Nikolu I. smatrala jednim od glavnih “protivnika ujedinjanja Srba”.
Promidžba crnogorskih studenata je financirana iz srpskog državnog budžeta a uključivala je i fabriciranje falsifikata poput onoga o navodnoj tajnoj konvenciji Crne Gore s Austro-Ugarskom “na štetu srpstva i pravoslavlja” iz 1907. godine. 

## Urota
Iz Srbije je 1907. tajno upućeno 16 bombi u Crnu Goru. Kasnija istraga je nepobitno utvrdila da su bombe proizvedene u Vojnoj fabrici u Kragujevcu (Srbija).
Bombe su, kao tada najefikasnije sredstvo izvršenja atentata, u Crnu Goru unijete iz dva pravca - preko Sandžaka ih je nosio Vaso Ćulafić, a preko Boke kotorske bombe je unio Stevan Rajković, tipografski radnik iz Cetinja. Iz Beograda su u Kotor, tada u sastavu Austro-Ugarske, došli glavni studenti-urotnici: Jovan Đonović, Todor Božović, Đuro Vojvodić i Petar Novaković, dok ih je Marko Daković već čekao u Kotoru. Oni su bili u konspirativnoj vezi s pojedinim protivnicima Nikole I. u domovini.

## Uhićenja
No, crnogorska policija, koja je budno motrila urotnike i obavještano ih nadzirala tijekom njihova boravka u Beogradu, hitro je reagirala i uhitila Rajkovića koji se s bombama bio domogao Cetinja. Drugi nositelj bombi, Ćulafić, također je uhićen. 
Brigadir Janko Vukotić je bio "ključna osoba u preventivnome slamanju zavjere", te se našao na udaru srpske propagande.
"Reakcija na zavjeru iz Srbije, u vidu nagle militarizacije struktura crnogorske vlasti, ogleda se i u vanrednim unaprijeđenjima u više oficirske činove za istaknute pripadnike Vojske širom Knjaževine".
Počela je opsežna istraga i otkrivena je čitava teroristička urota za koju je Rajković izjavio da se njome htjelo "raspršiti crnogorski Dvor i njegove članove, kao i Narodnu skupštinu".
U Crnoj Gori su uslijedila brojna uhićenja. Od Srbije je zatraženo izručenje nekoliko studenata-urotnika (Đonović, Božović, Novaković, Daković, itd.), no, srpska vlada odbija takav zahtjev tvrdnjom da između Crne Gore i Srbije nije postojao ugovor o izručenju.
“Ministar vanjskih poslova Kraljevine Srbije Milovan Đ. Milovanović ih je (crnogorske studente-urotnike - prim.a.) držao na vezi i u sporazumu s njim su neki otišli prvo u Tursku, a potom u SAD i Švicarsku”.
Prema objavljenim podacima, ruski diplomatski i obavještajni faktori umiješani su u bijeg za Srbiju nekih od glavnih zavjerenika ispred crnogorske istrage.
Austro-Ugarska je uhitila četvoricu zavjerenika,no odbila ih je, unatoč ugovoru iz 1872. o obavezi izručenja krivaca, izručiti Crnoj Gori. U lipnju 1908. im se u Kotoru sudilo i ta su četvorica oslobođeni optužbi.

## Presude
U sudskom procesu (na Cetinju počeo 12. svibnja, a okončan 14. lipnja 1908.) pred Velikim sudom od 52 optužena, osuđeno ih je 49.
Ukupno, izrečeno je: 6 smrtnih presuda, 28 robija – vremenskih kazni „u lakom okovu na po jednoj nozi“; 15 zatvorskih kazni; dvojica optuženika su oslobođeni zbog nedostatka dokazâ a jedan zbog nevinosti.

## Epilog
- I sljedeće, 1909. godine, pokušana je, uz potporu Kraljevine Srbije, urota u Crnoj Gori.

- Većina urotnika-studenata su 1918. bili među glavnim izvršiteljima pripajanja Kraljevine Crne Gore sa Srbiji.

## Vanjske poveznice
- Vladimir Jovanović, BOMBAŠKA AFERA (1) „Odvratna osnova izgrađena na teritoriji bratske nam Kraljevine“
- Vladimir Jovanović, BOMBAŠKA AFERA (2) Krvavi „sudar Srpstva i Crnogorstva“ planiran na DAN IZBORA
- Vladimir Jovanović, BOMBAŠKA AFERA (3) „Svaki po bombu i poubijati sve članove dinastije“
- Montenegrin Ethnic Association of Australia Kalendar važnijih događaja iz povjesnice crnogorskog naroda